# 尖晶石
尖晶石（英語：Spinel）又稱镁铝尖晶石，是一種尖晶石族的礦物，化學式為MgAl2O4，其英文名稱來自拉丁文「spinella」意思為刺，由於該礦物的晶體特別尖的關係。

## 性質
尖晶石屬於等軸晶系，常見晶型為八面體，也很常見雙晶現象。尖晶石並無真正的解理，不過具有八面體裂理及貝殼狀斷口。
尖晶石的顏色可以是無色，但通常是多種顏色，像是紅色、薰衣草色、藍色、綠色、棕色、黑色或黃色等。其中來自緬甸的尖晶石因為Cr3+
離子的關係導致其呈現紅色。

## 形成
尖晶石是一種在變質石灰岩和貧矽的泥岩中發現的變質礦物。也可以作為稀有鎂鐵質火成岩中的一種原生礦物；在這些火成岩中，岩漿因為鋁的關係相對缺乏鹼金屬，而氧化鋁可以形成剛玉或與氧化鎂結合形成尖晶石。這也是為什麼尖晶石常常會和紅寶石同時出現的原因。尖晶石在鎂鐵質火成岩中的岩石成因論仍存在強烈的質疑，但可以肯定的是，尖晶石是鎂鐵質岩漿與更進一步演化的岩漿或岩石（例如：輝長岩、橄長岩）相互作用的結果。

## 產地
尖晶石很早就發現於斯里蘭卡的含寶石礫石中、現今阿富汗和塔吉克斯坦巴達赫尚省的石灰岩中以及緬甸抹谷。近十年來，在越南陸安、坦尚尼亞馬亨蓋和莫羅戈羅地區、肯亞察沃地區的大理岩中以及坦尚尼亞通杜魯和馬達加斯加伊拉卡卡的礫石中皆能發現寶石級尖晶石。

## 應用

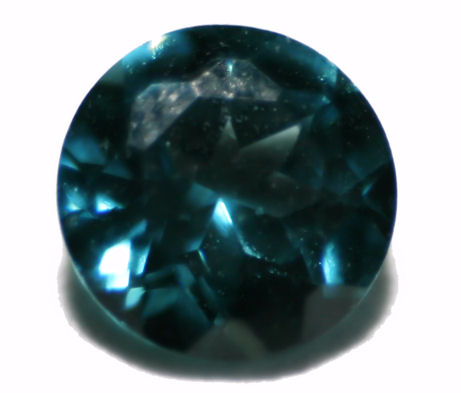
切割的尖晶石

尖晶石在珠寶業內被使為一种半寶石，顏色豐富明亮，常被作为紅藍寶的替代品，其硬度為 8 適合用于日常佩戴，其折射率也與剛玉相差無幾。
而馬亨蓋當中較為特殊的品類有絕地武士尖晶、馬亨蓋尖晶。

## 延伸閱讀
- Deer, Howie and Zussman (1966) An Introduction to the Rock Forming Minerals, Longman, pp.424–433, ISBN 0-582-44210-9
- Shumann, Walter (2006) Gemstones of the World 3rd edition, Sterling, pp.116–117.